# Окулярник великокейський
Окулярник великокейський (Zosterops grayi) — вид горобцеподібних птахів родини окулярникових (Zosteropidae). Ендемік Індонезії.

## Опис
Довжина птаха становить 13 см. Обличчя жовтувате, тім'я буре, потилиця і верхня частина тіла жовтувато-оливково-зелені. Навколо очей білі кільця, які перетинаються чорними смугами, що ідуть від дзьоба до очей. Крила бурі з широкими жовтими краями. Горло, верхня частина грудей і гузка жовті, верхня частина грудей має зеленуватий відтінок. Решта нижньої частини тіла біла. Очі карі, дзьоб чорний, лапи жовтувато-сірі або сірі. Виду не притаманний статевий лиморфізм.

## Поширення і екологія
Великокейські окулярники є ендеміками острова Великий Кай в архіпелазі Кай. Вони живуть в рівнинних тропічних лісах на висоті до 610 м над рівнем моря.

## Збереження
МСОП вважає стан збереження цього виду близьким до загрозливого. Йому загрожує знищення природного середовища.